# Comitato Nazionale dello Sciopero in Bielorussia
Comitato Nazionale dello Sciopero in Bielorussia (Comitato di Sciopero) – organizzazione bielorussa non riconosciuta, la cui missione principale è la tutela dei diritti dei cittadini (tra cui l'organizzazione delle azioni di proteste contro la violazione dei diritti e degli interessi legittimi dei cittadini).
Il comitato dello sciopero degli imprenditori della Bielorussia è stato creato nel 1996. Il 25 novembre del 2003 sulla sua base di quest'ultimo è stato creato il Comitato Nazionale dello Sciopero della Bielorussia.
Fin dall'inizio, il presidente è un imprenditore ed ex prigioniero politico Valery Levaneŭski. Durante la sua prigionia dal 1 ° maggio del 2004 al 15 maggio del 2006, suo figlio Uladzimir Levaneŭski funge da presidente del comitato di sciopero.

## Azioni di protesta
Il 1º gennaio 2000 ci fu lo sciopero degli imprenditori della Bielorussia con la durata di cinque giorni con circa centomila scioperanti.
Il 31 gennaio 2000 ci fu una manifestazione di imprenditori a Minsk. Le richieste della manifestazione, oltre alle rivendicazioni economiche, contenevano anche le rivendicazioni politiche (dimissioni del Ministro d'impresa).
Il 1º febbraio 2000 - la maggior parte dei piccoli imprenditori del commercio in Bielorussia ha iniziato uno sciopero che durò fino il 12 febbraio, senza interruzioni.
Il 23 novembre 2000 – lo sciopero preventivo degli imprenditori autonomi, supportato da oltre 150.000 persone.
Il 1º gennaio 2001 – lo sciopero che durò cinque giorni in Bielorussia, in cui hanno partecipato circa 200.000 persone.
L'8 maggio 2001 – lo sciopero nazionale politico degli imprenditori, con la partecipazione di oltre 90.000 persone fra imprenditori e operai.
Il 18 maggio 2001 – lo sciopero regionale politico degli imprenditori autonomi, che concise con la data della seconda Assemblea Popolare di Bielorussia.
Il 20 giugno 2002 – lo sciopero degli imprenditori di Hrodna. Tutti i mercati di Hrodna furono chiusi.
Il 31 luglio 2002 – lo sciopero nazionale di un giorno di avvertimento degli imprenditori della Repubblica di Bielorussia. Furono stimate circa 100-150 000 imprenditori e operai hanno partecipato a questa azione.
Il 26 agosto 2002 – a Minsk c'è stata una manifestazione in difesa dei diritti sia economici e non degli imprenditori. Parteciparono oltre 2.000 persone.
L'11 settembre 2002 – è stata la volta dello sciopero nazionale degli imprenditori della Repubblica di Bielorussia che duro un giorno. Nello sciopero parteciparono circa 160.000 imprenditori e operai, da quasi tutte le città della Repubblica.
Il 12 settembre 2002 – è stata annunciata l'azione nazionale di disobbedienza civile. Tale azione continua ancora oggi.
Il 1º ottobre 2002 - lo sciopero nazionale degli imprenditore della Repubblica di Bielorussia con l'azione di cessare il pagamento delle tasse ed altri pagamenti verso lo Stato. Per le varie stime circa 120-190 000 imprenditori e operai aderirono, i partecipanti provenivano da quasi tutte le città della Repubblica. Lo sciopero duro 10 giorni.
Il 19 dicembre 2002 – Durante lo sciopero degli imprenditori di Hrodna, furono chieste le dimissioni del presidente Lukašėnka. Più di 4.000 imprenditori hanno sostenuto questa richiesta e non sono andati a lavorare.
Il 22 gennaio 2003 – lo sciopero degli imprenditori di Hrodna che durò un giorno. Tutti principali mercati e attività minori della città furono chiusi, più di 8.000 persone presero parte a questa azione.
Il 27 febbraio 2003 – il Comitato di sciopero degli imprenditori insieme alle strutture imprenditoriali ha organizzato una manifestazione in difesa dei diritti degli imprenditori.
Il 12 marzo 2003 - Comitato di sciopero di imprenditori insieme a diverse organizzazioni ha organizzato la marcia del Popolo "Per la vita migliore".
Il 1º aprile 2003 – l'azione "Visita al Parlamento". All'inizio di questa manifestazione è stato trattenuto e arrestato per 15 giorni Valery Levaneŭski.
Il 25 settembre 2003 – lo sciopero nazionale degli imprenditori bielorussi. Circa il 50% degli imprenditori bielorussi hanno partecipato a questa manifestazione.
Il 1º maggio 2004 – una manifestazione nel centro della città di Hrodna con circa 4 000 di partecipanti. Quel giorno fu arrestato per 15 giorni e poi condannato a due anni di carcere, il presidente del Comitato di sciopero Valery Levaneŭski.
Il 3 maggio 2004 – La Manifestazione degli imprenditori sulla Piazza Lenin a Hrodna, con la partecipazione di circa 1.500 imprenditori. Lo stesso giorno la polizia in borghese ha trattenuto e poi ha arrestato per 13 giorni Uladzimir Levaneŭski per aver organizzato la protesta.
Il 25 marzo 2007 – lo sciopero di avvertimento degli imprenditori a Minsk che duro un giorno.

## Altre attività
Una delle attività del Comitato di sciopero è aiutare i condannati. Ad esempio, nel settembre del 2005 il Comitato di sciopero ha consegnato i libri, attrezzature sportive e altre cose utili alla casa di correzione numero 22 a Ivacevičy. Si creano i dipartimenti del Comitato di sciopero nelle carceri. Entro il marzo del 2005 in cinque carceri di Bielorussia furono creati tali dipartimenti.